# ساكانيات
بلدية ساكانيات (بالإسبانية: Sacañet)‏، هي إحدى بلديات مقاطعة كاستيلون التي تقع في منطقة بلنسية، في شرق إسبانيا.
يبلغ عدد سكانها 111 نسمة وفقاً لإحصائية سنة (2006).